# 2020-as magyar amerikaifutball-bajnokság
A 2020-as magyar amerikaifutball-bajnokság a tizenhatodik férfi amerikaifutball-bajnokság, melyet a Magyar Amerikai Futball Szövetség írt ki eredetileg három osztályban, és 2020 márciusa és júliusa között zajlott volna. A COVID–19 járvány miatt a tavaszi lebonyolítás meghiúsult, és egy rövidített, kétosztályos őszi szezont tartottak, mely szeptember 5-én vette kezdetét.

## Eredeti versenykiírás
Az eredeti versenykiírás a korábbi évek formáját követte volna. A legmagasabb osztály a Hungarian Football League (HFL), mely a versenykiírás szerint 2020. március 21-én vette volna a kezdetét.
A kiemelt bajnokság (Maker's Mark HFL) 6 csapattal került volna lebonyolításra: a 2019-os HFL hat csapata csapata (a Budapest Cowbells, a Budapest Wolves, a Fehérvár Enthroners, a Győr Sharks, a Miskolc Steelers, valamint meghívottként az ukrán Kyiv Capitals) jelentkezett a bajnokságra, a Divízió I. bajnoka, a Szombathely Crushers nem vállalta a HFL-indulást. A lebonyolítás szisztémája változott volna, a 6 csapatnak egykörös (5 mérkőzéses) alapszakasz került kiírásra, melyet követően az első négy csapat jutott volna be a rájátszásba.
A másodosztályú bajnokság (Divízió I.) 2020. március 14-én rajtolt volna. A bajnokságra 9 csapat nevezett:
- a 2019-as Divízió I-ből a Budapest Cowbells 2, a Budapest Titans, a Budapest Wolves 2 a Dabas Sparks, a Debrecen Gladiators, a Dunaújváros Gorillaz, az Eger Heroes, a Nyíregyháza Tigers és a Szombathely Crushers.

A 9 csapatot egy csoportba osztották. Az alapszakasz 6 fordulóból állt volna, a legjobb négy nyert volna jogot a rájátszásra.
A harmadosztályú bajnokság (Divízió II.) eredeti tervek szerint 2020. március 14-én rajtolt volna 12 indulóval. A 2019-as mezőnyből a CFS Guardians, a Diósd Saints, a Dunakeszi Rangers, a Jászberény Wolverines, a Kaposvár Hornets, a Miskolc Renegades, a Rebels Oldboys, a Szombathely Crushers 2 és a Tatabánya Mustangs maradt. A Divízió I-ből visszalépett a Budapest Eagles, új induló a MAFSZ új tagjaként a Pécs Legioners, és újonnan indított B-csapatot az Eger Hereos. A 12 csapat két ötcsapatos csoportra lett osztva. A bajnokság 5 fordulós lett volna, csoporton belül mindenki játszott volna mindenkivel. Csoportonként az első 2 helyezett jutott volna a rájátszásba.
A bajnokság mindhárom osztályában három hetes szünetet tartottak volna május 31. és június 20. között, amikor Székesfehérváron a FISU egyetemi amerikaifutball-világbajnokságnak kellett volna zajlania.
Az Enthroners a magyar bajnokság mellett az osztrák Divízió II-ben is indult volna, míg a CEFL-kupába az Entroners és a Wolves nevezett 2020-ra.

## Változások az eredeti tervekhez képest
2020. március 2-án a Kaposvár Hornets visszalépett a bajnokságtól.
2020. március 11-én a kormány a COVID–19 járvánnyal kapcsolatosan veszélyhelyzetet hirdetett ki, melyhez kapcsolódó rendkívüli intézkedések nyomán a Szövetség a bajnokságot határozatlan ideig elhalasztotta. Március 25-én a FISU egyetemi világbajnokság törlésre került, illetve az összes nemzetközi torna is el lett halasztva. A csapatok számára a koronavírus miatt a közös edzések megtartása is tiltásra került.
A korlátozó intézkedések 2020 májusában enyhültek, ekkortól újra edzésbe állhattak a csapatok, illetve a Szövetség újra kiírta a három osztályra vonatkozó nevezést. A tervek szerint augusztus 20-tól indulhat meg a bajnokság, rövidített formában.
A nevezések június 12-ig érkeztek be, ekkorra kiderült, hogy a kijevi Capitals a bizonytalan nemzetközi helyzet miatt nem vállalja a HFL-t, de rajtuk kívül a Wolves, a Cowbells és a Steelers sem vállalta a HFL-indulást. A két érvényes nevezés (Enthroners, Sharks) nem volt elegendő, így a 2020-as évre a HFL-szezon nem került megrendezésre.
Az összegyűlt nevezések alapján végül nyolc csapat nevezett a Divízió I-be és tizenegy csapat a Divízió II-be. Június 30-án a Budapest Eagles visszalépett, így végül a Divízió I nyolc, a Divízió II tizenegy csapattal kerül megrendezésre, mindkét bajnokságban keleti és nyugati csoporttal, és 4-4 alapszakasz-mérkőzéssel. Mindkét osztály küzdelmei szeptember 5-én indulnak.
- Divízió I:
  - Kelet: Budapest Cowbells, DEAC Gladiators, Miskolc Steelers, Nyíregyháza Tigers
  - Nyugat: Budapest Wolves, Dunaújváros Gorillaz, Győr Sharks, NBA Crushers
- Divízió II:
  - Kelet: CFS Guardians, Eger Heroes, Jászberény Wolverines, Miskolc-Szirmabesenyő Renegades, Rebels Oldboys
  - Nyugat: Diósd Saints, NBA Crushers II, Pécs Legioners, Tatabánya Mustangs, VSD Rangers

A Fehérvár Enthroners sportszakmai okokból nem indult a Divízió I-ben, a Budapest Titans és a Dabas Sparks szintén nem nevezett az őszi szezonba, az Eagles visszalépett, a Hornets pedig az őszi indulást sem vállalta.
2020. augusztus 4-én a Nyíregyháza Tigers, szeptember 1-jén pedig a Budapest Cowbells jelentette be Facebook-oldalán, hogy visszalép a Divízió I-es bajnokságtól. Így az első osztályú bajnokságban a Wolves átkerült a keleti csoportba, és minden csapat 3-3 mérkőzést játszik. Mindkét bajnokság sikeresen elrajtolt szeptember 5-én. A Wolverines csapata két forduló után visszalépett, miután a csapat tagjai karanténba kerültek. Október végén, az utolsó mérkőzés előtt a Miskolc Renegades csapata is visszalépett, mindkét csapat meccsei 0-20 arányban kerültek jóváírásra. Több mérkőzés (Heroes-Rebels, Saints-Rangers, Legioners-Mustangs) halasztásra került, a Steelers-Wolves meccs kétszeri halasztás után 0-20-szal került be a jegyzőkönyvekbe, és a Gladiators-Steelers mérkőzés is el lett napolva.

## Divízió I

### Alapszakasz

#### Nyugati csoport
| # | Csapat            | M | Gy | V | P35+ | P35– | %    | Megjegyzés |
| - | ----------------- | - | -- | - | ---- | ---- | ---- | ---------- |
| 1 | Győr Sharks       | 3 | 3  | 0 | 94   | 48   | 1,00 | Elődöntő   |
| 2 | NBA Crushers      | 3 | 1  | 2 | 58   | 42   | 0,33 | Elődöntő   |
| 3 | DAK Acél Gorillaz | 3 | 0  | 3 | 14   | 99   | 0,00 |            |

#### Keleti csoport
| # | Csapat            | M | Gy | V | P35+ | P35– | %    | Megjegyzés |
| - | ----------------- | - | -- | - | ---- | ---- | ---- | ---------- |
| 1 | Budapest Wolves 2 | 3 | 3  | 0 | 56   | 26   | 1,00 | Elődöntő   |
| 2 | Miskolc Steelers  | 3 | 1  | 2 | 50   | 63   | 0,33 | Elődöntő   |
| 3 | DEAC Gladiators   | 3 | 1  | 2 | 70   | 64   | 0,33 |            |

### Rájátszás
A rájátszás előtt a Wolves 2 visszalépett a bajnokságtól. A keleti 3. helyezett Gladiators ezután nem vállalta az elődöntőt, így a Sharks mérkőzés nélkül jutott a döntőbe.
|  | Elődöntők         | Elődöntők        | Elődöntők    |    |     | XIV. Pannon Bowl | XIV. Pannon Bowl | XIV. Pannon Bowl |
|  |                   |                  |              |    |     |                  |                  |                  |
|  |                   |                  |              |    |     |                  |                  |                  |
|  | NY1               | Győr Sharks      |              |    |     |                  |                  |                  |
|  | K3                | DEAC Gladiators  |              |    |     |                  |                  |                  |
|  |                   |                  |              |    |     |                  |                  |                  |
|  |                   |                  |              |    |     | 2020.11.28, Nyúl |                  |                  |
|  |                   |                  |              |    | NY1 | Győr Sharks      | 32               |                  |
|  |                   | NY2              | NBA Crushers | 13 |     |                  |                  |                  |
|  |                   |                  |              |    |     |                  |                  |                  |
|  |                   |                  |              |    |     |                  |                  |                  |
|  |                   |                  |              |    |     |                  |                  |                  |
|  | 2020.11.15, Diósd |                  |              |    |     |                  |                  |                  |
|  | K2                | Miskolc Steelers | 30           |    |     |                  |                  |                  |
|  | NY2               | NBA Crushers     | 34           |    |     |                  |                  |                  |

## Divízió II

### Alapszakasz

#### Nyugati csoport
| # | Csapat             | M | Gy | V | P35+ | P35– | %    | Megjegyzés |
| - | ------------------ | - | -- | - | ---- | ---- | ---- | ---------- |
| 1 | VSD Rangers        | 4 | 4  | 0 | 165  | 37   | 1,00 | Elődöntő   |
| 2 | Tatabánya Mustangs | 4 | 3  | 1 | 110  | 58   | 0,75 | Elődöntő   |
| 3 | Pécs Legioners     | 4 | 2  | 2 | 59   | 73   | 0,50 |            |
| 4 | Diósd Saints       | 4 | 1  | 3 | 27   | 98   | 0,25 |            |
| 5 | NBA Crushers 2     | 4 | 0  | 4 | 40   | 135  | 0,00 |            |

#### Keleti csoport
| # | Csapat                | M | Gy | V | P35+ | P35– | %    | Megjegyzés   |
| - | --------------------- | - | -- | - | ---- | ---- | ---- | ------------ |
| 1 | CFS Guardians         | 4 | 4  | 0 | 99   | 41   | 1,00 | Elődöntő     |
| 2 | Eger Heroes           | 4 | 3  | 1 | 110  | 72   | 0,75 | Elődöntő     |
| 3 | Rebels Oldboys        | 4 | 2  | 2 | 87   | 63   | 0.50 |              |
| 4 | Miskolc Renegades     | 3 | 0  | 3 | 0    | 60   | 0.00 | visszalépett |
| 4 | Jászberény Wolverines | 3 | 0  | 3 | 0    | 60   | 0.00 | visszalépett |

### Rájátszás
A koronavírus-járvány második hulláma miatt a 4 rájátszásba jutott csapat közös megegyezéssel döntött a szezon befejezéséről. A bajnokság végeredménye az alapszakaszban elért eredmények alapján:
1. VSD Rangers
2. CFS Guardians
3. Tatabánya Mustangs
4. Eger Heroes